# The House (2022)
The House é um longa-metragem britânico de stop-motion antológico escrito por Enda Walsh e contando histórias diferentes formando uma trilogia abrangendo diferentes mundos e personagens, mas dentro da mesma casa. Cada história lida com temas de loucura, riqueza e a busca da verdadeira felicidade. Originalmente anunciado como uma minissérie de televisão, tornou-se um filme antológico. Produzido a Netflix pela Nexus Studios em Londres, conta três histórias dirigidas respectivamente pela dupla de Emma de Swaef e Marc James Roels, Niki Lindroth von Bahr e Paloma Baeza em suas estreias na direção; os diretores são creditados com a história de seus respectivos segmentos, com Johannes Nyholm como co-roteirista do segundo. No dia 17 de Janeiro de 2023, o filme recebeu seis indicações no Annie Awards, principal premiação das animações, dentre elas: Melhor Produção Especial, Melhor Música na TV, composta por Gustavo Santaolalla, além de Melhor Direção e Roteiro para TV.

## Sinopse

### I - E, de dentro ouvia-se o tecer de uma mentira
Uma jovem chamada Mabel vive com o pai Raymond, a mãe Penny e a irmã recém-nascida Isobel em relativa pobreza. Após a visita de parentes ricos e condescendentes, Raymond vagueia bêbado pela floresta à noite e encontra o misterioso arquiteto Sr. Van Schoonbeek. Na manhã seguinte, o funcionário de Van Schoonbeek, Sr. Thomas, visita a família e convence Raymond e Penny a aceitar a oferta de Van Schoonbeek de se mudar para uma nova casa luxuosa construída para eles sem nenhum custo. No entanto, após a mudança da família, Mabel percebe várias coisas peculiares sobre a casa e os trabalhadores constantemente reformando-a, mas seus pais ficam hipnotizados com a casa e seus luxos.

### II - Perdida está a verdade que não pode ser conquistada
A história se passa em um mundo habitado por ratos antropomórficos, e a casa agora está instalada em uma rua pertencente a uma cidade desenvolvida e prestes a ser colocada à venda. O incorporador imobiliário que está renovando a casa recentemente demitiu toda a equipe de construção para reduzir custos e deve fazer todo o trabalho sozinho. Ao descobrir que a casa está infestada por besouros e larvas, ele, então, desesperado para vender a casa, usa grandes quantidades de ácido bórico para se livrar deles, mas acaba sem sucesso.

### III - Ouça novamente e busque o sol
Em um mundo que sofreu uma inundação apocalíptica e é povoado por gatos antropomórficos, a casa é cercada por água que não para de subir. Rosa, a senhoria que guarda com carinho as lembranças de seus dias de crescimento na casa, sonha em restaurá-la à sua antiga glória. No entanto, ela luta financeiramente; e seus únicos inquilinos, o pescador Elias e a hippie Jen, não pagam aluguel apesar de sua insistência; ela sempre ignora suas tentativas de lidar com o aumento do nível de água que diariamente ameaça a permanência da casa.

## Elenco de Voz
I – E, de dentro, ouvia-se o tecer de uma mentira
- Mia Goth como Mabel
- Claudie Blakley como Penelope
- Matthew Goode como Raymond
- Mark Heap como Mr. Thomas
- Miranda Richardson como Tia Clarice
- Josh McGuire como Tio Georgie
- Stephanie Cole como Tia-avó Eleanor
- Barney Pilling como Mr. Van Schoonbeek

II – Perdida está a verdade que não pode ser conquistada
- Jarvis Cocker como o Incorporador Imobiliário.
- Yvonne Lombard como the Esposa Estranha.
- Sven Wollter como the Marido Estranho. Este foi o papel final de Wolter antes de seu falecimento.
- Bimini Bon-Boulash como Policial #1
- Ayesha Antoine como Policialr #2

III – Ouça novamente e busque o sol
- Susan Wokoma como Rosa
- Helena Bonham Carter como Jen
- Paul Kaye como Cosmos
- Will Sharpe como Elias

## Produção
The House foi anunciado pela primeira vez em janeiro de 2020, com uma antologia sendo produzida na unidade londrina da Nexus Studios para a Netflix. Nexus tinha três equipes de diretores alinhadas para contar a história de três gerações familiares distintas na mesma casa: a dupla de Emma de Swaef e Marc James Roels, Niki Lindroth von Bahr e Paloma Baeza; os diretores são creditados pela história de seus respectivos segmentos, com Johannes Nyholm como co-roteirista do segundo. No Festival de Cinema de Annecy de 2021, em junho, o elenco principal de vozes foi anunciado para cada história. Em novembro de 2021, as primeiras imagens da antologia foram reveladas junto com a data de lançamento de 14 de janeiro de 2022. O primeiro trailer foi lançado em dezembro de 2021.
Nicolas Ménard e Manshen Lo co-criaram a sequência do título animada em 2D desenhada à mão.
O projeto teve origem em uma reunião na casa da produtora Charlotte Bavasso em Londres, onde os quatro diretores "bateram um pouco de ideias e tiveram a ideia de uma casa em que coisas diferentes acontecem em tempos diferentes. Concordamos que cada um de nós teria o seu próprio capítulo separado, mas ainda com conexões entre si", de acordo com von Bahr, mais tarde, "Conversamos muito pelo Zoom e nos ajudamos com o desenvolvimento do roteiro e design de personagens, tudo. Todos nós éramos novos em um projeto tão sofisticado, então acho que foi um arranjo perfeito. Você tinha seu próprio filme, mas você não se sentiu sozinho." Bavasso, afirmou sobre Baeza que ela, "nos uniu e conversamos sobre histórias e personagens que nos interessavam, e tentamos encontrar sobreposições, o que é uma experiência completamente única. Você nunca consegue trabalhar com cineastas ou criativos dessa forma colaborativa em que cada um de vocês está fazendo um filme separado, mas também compartilhando muitas ideias." Os diretores escreveram esboços detalhados da história e, em seguida, o dramaturgo irlandês Enda Walsh escreveu os diálogos dos três segmentos em colaboração com eles.
Roels disse que o segmento de abertura dele e de Swaef veio do desejo de contar "a história da casa antes que houvesse uma casa, a história da origem, por assim dizer. Eu estava lendo uma história em quadrinhos de Richard McGuire chamada Aqui, na qual você vê um canto do mundo e como ele muda ao longo dos milênios. Você o vê como uma fazenda, e quando era habitado por nativos americanos, e antes disso, quando havia dinossauros. E então, de repente, você está na década de 1950 e alguém está aspirando o chão. E isso meio que gerou uma ideia, como o que havia antes da casa?"
Cada um dos três segmentos levou mais de 20 semanas para ser produzido. Exceto pelo número de dança estilo Busby Berkeley no segundo segmento e a névoa e alguns efeitos de água no terceiro segmento, quase toda a animação foi feita "in camera" sem tela verde ou composição digital. Jarvis Cocker escreveu e cantou a música que toca nos créditos finais.

## Lançamento
A estreia do filme foi dia 14 de Janeiro de 2022 na Netflix.

## Recepção

### Resposta da Crítica
No site agregador de resenhas Rotten Tomatoes, 97% das 29 resenhas dos críticos são positivas, com nota média de 7,40/10. O consenso do site diz: "Se você é um fã de animação em stop-motion ou apenas procura algo profundamente e sedutoramente estranho, The House vai se sentir em casa". O Metacritic, que usa uma média ponderada, atribuiu ao filme uma pontuação de 71 em 100, com base em 10 críticos, indicando "críticas geralmente favoráveis".
Dmitry Samarov, do Chicago Reader, disse que o filme "sustenta seu ímpeto variando os estilos de narrativa e raramente se curvando à grosseria ou fofura...Cada história é dirigida por pessoas diferentes com ideias e inspirações obviamente separadas; essa heterogeneidade move o filme sem nunca deixá-lo demorar demais. No entanto, os elementos unificadores do cenário e a charmosa animação antiquada em stop-motion impedem que ele voe em um milhão de direções".
Lucy Mangan no The Guardian deu ao filme 3 de 5 estrelas. Ela disse que o primeiro segmento é "de longe o mais bem-sucedido do trio" e que o segundo foi "muito mal cozido para apresentar qualquer horror real ou funcionar como uma fábula sobre violação, capitalismo ou qualquer outro tema que pareça em vários momentos para estar acenando vagamente." Ela disse que o terceiro foi "um assunto muito, muito leve" e que, no geral, "Se o conteúdo das histórias tivesse correspondido à forma meticulosa, a antologia poderia ter sido um sucesso inovador". Mas Noel Murray da AV Club disse sobre o segundo segmento que, "Vale a pena assistir The House inteiro - especialmente para fãs de animação - mas para aqueles que podem lidar com uma grande porção de grotesco, o segmento de von Bahr é imperdível."
Nick Allen, do RogerEbert.com, disse: "Com seus diretores em ascensão, cada um empregando um estilo surreal, ele (o filme) cria um rico equilíbrio de narrativa existencial etérea com animação stop-motion tão detalhada e viva que você pode praticamente senti-la na ponta dos dedos" e que "prova ser uma antologia consistente, no sentido de que é sempre quase o mesmo nível de surreal, lúdico, sádico e divertido".

### Prêmios e Indicações
| Prêmios                         | Ano  | Categoria                                                                   | Destinatários e Candidatos                             | Resultado | Ref    |
| ------------------------------- | ---- | --------------------------------------------------------------------------- | ------------------------------------------------------ | --------- | ------ |
| Primetime Emmy Awards           | 2022 | Melhor Animação                                                             | Kecy Salangad (animadora)                              | Venceu    | [ 19 ] |
| Hollywood Music in Media Awards | 2022 | Trilha Sonora Original – Animação de Streaming (Sem Lançamento nos Cinemas) | Gustavo Santaolalla                                    | Indicado  | [ 20 ] |
| Annie Awards                    | 2023 | Melhor Produção Especial                                                    | The House                                              | Pendente  | [ 1 ]  |
| Annie Awards                    | 2023 | Melhores Efeitos Visuais para TV                                            | Germán Díez, Álvaro Alonso Lomba, Hugo Vieites Caamaño | Pendente  | [ 1 ]  |
| Annie Awards                    | 2023 | Melhor Animação de Personagens na TV                                        | Kecy Salangad                                          | Pendente  | [ 1 ]  |
| Annie Awards                    | 2023 | Melhor Música na TV                                                         | Gustavo Santaolalla                                    | Pendente  | [ 1 ]  |
| Annie Awards                    | 2023 | Melhor Direção de Arte na TV                                                | Niklas Nilsson, Alexandra Walker                       | Pendente  | [ 1 ]  |
| Annie Awards                    | 2023 | Melhor Roteiro para TV                                                      | Enda Walsh                                             | Pendente  | [ 1 ]  |

## Ligações Externas
- The House na Netflix
- The House. no IMDb.
- The House Site Oficial (Nexus Studios)